# Wolfgang Beurer

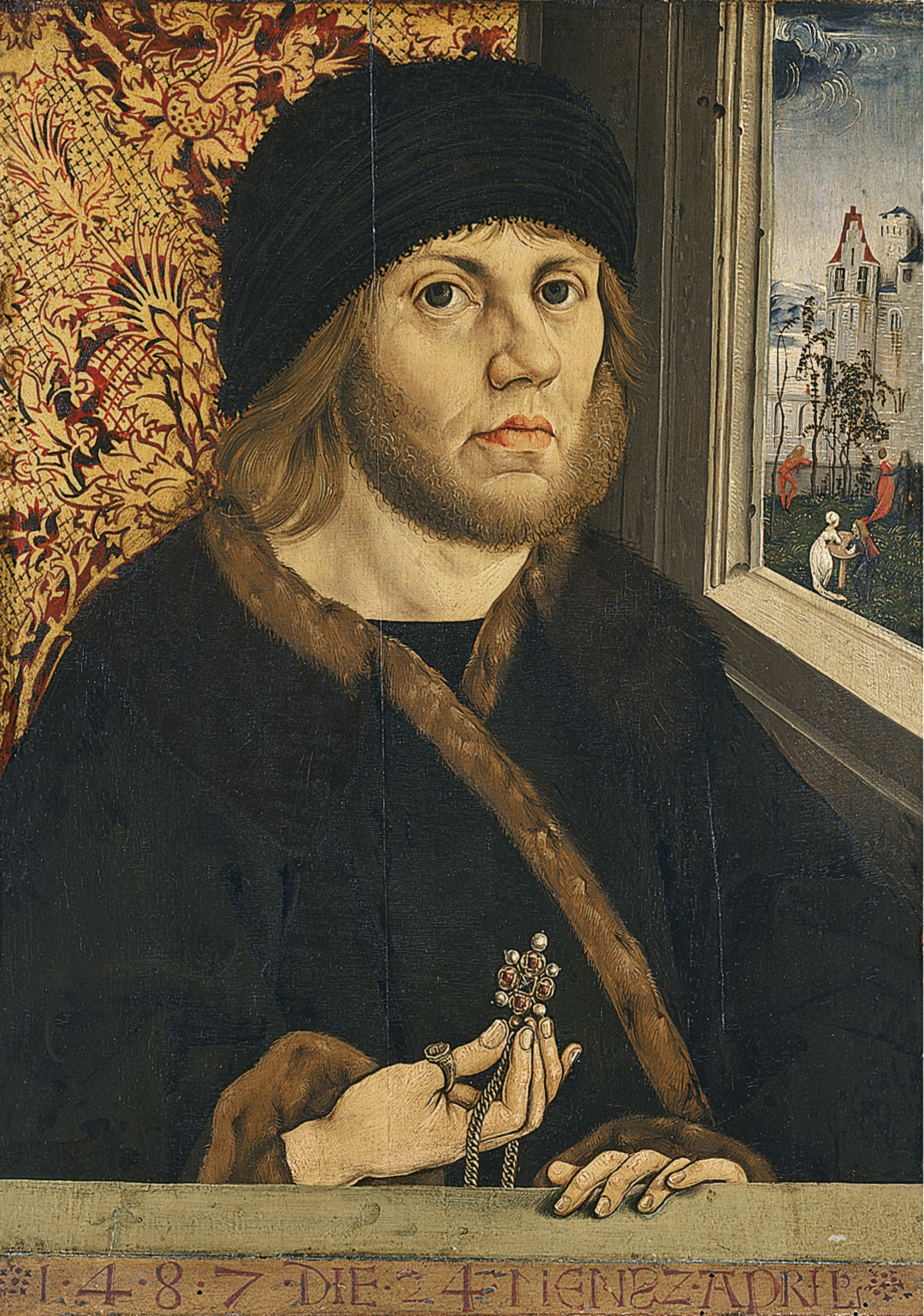
Retrato de un hombre, 1487, óleo sobre tabla, 37,3 x 27,5 cm (anverso), Madrid, Museo Thyssen-Bornemisza.

Wolfgang Beurer o Peurer y Maestro W.B.  (f. 1480-1504)  fue un grabador, pintor y dibujante tardogótico alemán.

## Biografía y obra
Activo en el Medio Rin,  e identificado con el Maestro de la leyenda de san Sebastián de Mainz por unas tablas conservadas en el museo diocesano de Maguncia, la identificación con Wolfgang Beurer del Maestro W.B., autor de grabados y retratos, fue posible por el hallazgo de un dibujo de un Hombre a caballo que había pertenecido a Alberto Durero, conservado en el Museo Nacional de Gdansk, con el nombre del autor en el dorso, de mano del propio Durero.
A Wolfgang Beurer se le atribuyen, junto con las tablas citadas de la leyenda de san Sebastián y dibujos, algunos retratos, como el de un hombre desconocido del Museo Thyssen-Bornemisza con los blasones de las órdenes de los caballeros del Santo Sepulcro y de la Espada de Chipre en el reverso, y una pareja de retratos, uno masculino y otro femenino, conservados en el Städel Museum de Fráncfort,